# Kallikrátis (La Canée)
Ne doit pas être confondu avec Programme Kallikratis.
Kallikrátis, en grec moderne : Καλλικράτης, est un petit village du dème de Sfakiá, dans le district régional de La Canée, en Crète, en Grèce. Il est situé sur le plateau de Kallikrátis, dans les montagnes Blanches, à une altitude de 750 m.
Selon la tradition, le village est nommé d'après le drongaire Manoússo Kallikráti, qui en mars 1453 mène une campagne pour renforcer la défense de Constantinople avec 5 navires et 1 500 volontaires crétois,. Comme le rapporte Georges Sphrantzès, dans sa Chronique, ces volontaires occupaient trois tours sur les murailles de Constantinople et ont continué à se battre courageusement même après la chute de la ville. En reconnaissance de leur bravoure, le sultan Mehmed II leur a permis de rentrer en Crète, en toute sécurité, en conservant leurs armes. 

## Géographie

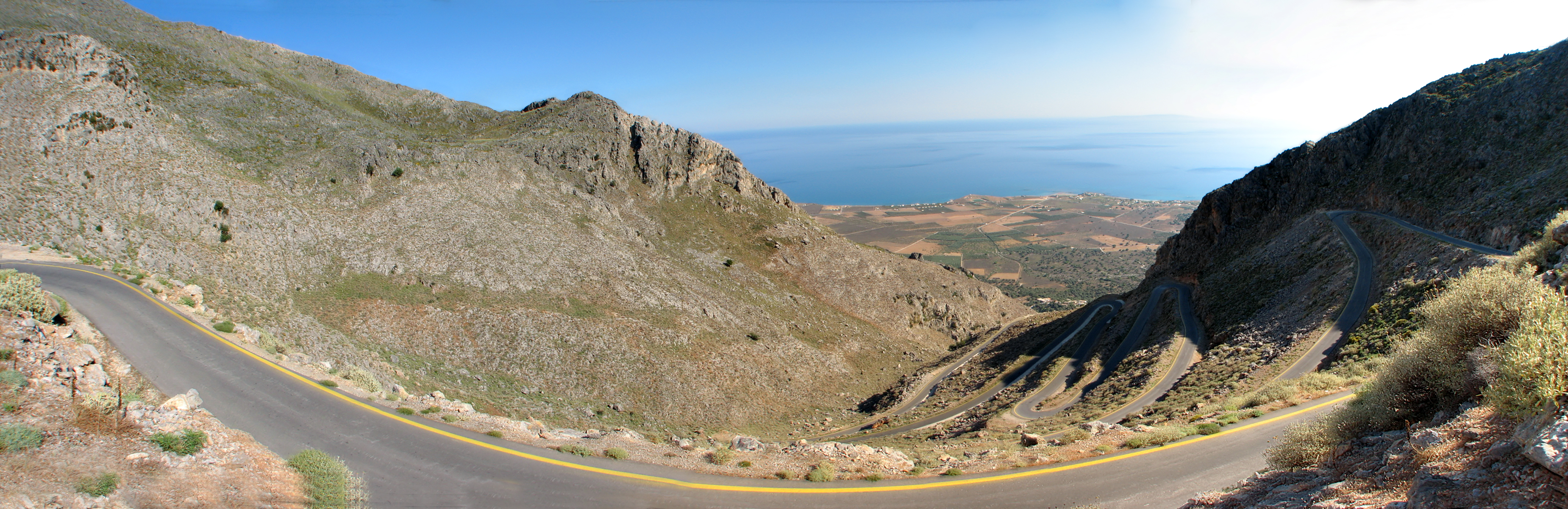
La route de Κapsodásos à Kallikrátis.

Kallikratis est situé en dehors des sentiers touristiques et se compose de quatre quartiers très séparés qui sont dispersés sur un petit plateau dans les montagnes Blanches, avec une altitude moyenne de 750 m. L'accès se fait par Myriokefala, Así Goniá ou Ásfendos, ou par une route récemment goudronnée, avec plus de 25 virages serrés en épingle à cheveux, qui part de Κapsodásos et offre, au loin, une vue imprenable sur la plaine de Frangokastello et la mer de Crète méridionale.
Kallikrátis se trouve également sur le sentier européen E4. La gorge de Kallikratiano (c'est-à-dire celle de Kallikrátis) commence au sud-ouest du village et se termine dans le village de Patsianós, conservant d'importants habitats naturels. La gorge peut être traversée sur un chemin de 4 km. Avant 1900, Kallikrátis était un grand village avec plus de 130 familles. Aujourd'hui, seuls quelques dizaines d'habitants vivent encore dans le village et beaucoup de maisons sont désertes. Kallikrátis est presque inhabité pendant les mois les plus froids de l'année, car à cette époque, les bergers locaux se déplacent avec leurs troupeaux en transhumance vers le climat plus chaud des villages proches du rivage. 

## Histoire
Kallikrátis n'a jamais vécu sous un régime étranger permanent et ses résidents ont une longue tradition de participation aux luttes nationales pour la liberté.

### Guerres contre les Turcs ottomans
En 1770, Kallikrátis est détruit lors de la révolution d'Orloff conduite par Daskaloyánnis, contre l'Empire ottoman. En 1821, un groupe de Sfakiens, dirigé par le natif de Kallikrátis, Georgios Demonakis (en grec moderne : Γεώργιος Δαιμονάκης), se bat avec Alexandre Ypsilántis, après sa traversée de la rivière Prout, pour déclencher une révolte en Roumanie.
En juillet 1821, lors de la révolte de 1821, une partie de Kallikrátis est brûlée alors que beaucoup de ses habitants sont partis combattre les Turcs près de Réthymnon. En 1866, lors de la grande révolte crétoise, Kallikrátis est brûlé pour la troisième fois. L'année suivante (1867), les forces ottomanes, sous le commandement d'Omer Pacha, tentent sans succès d'envahir Sfakiá, à partir de Kallikrátis.

### Lutte macédonienne
Au début du XXe siècle, plusieurs Kallikrátiens prennent volontairement part à la lutte pour la Macédoine, entre 1904 et 1908, sous la direction d'Efthímios Kaoúdis (el), Geórgios Dikónymos, Emmanouíl Benís (el) et Lamprínos Vranás (el),.

### Seconde Guerre mondiale
Pendant les premiers mois de l'occupation de la Crète par l'Axe, l'organisation de résistance AEAK s'est installée dans la maison du colonel Andreas Papadakis, située entre Kallikrátis et Así Goniá. Plus tard, la résistance exploite une station de radio cachée dans une grotte près de Kallikrátis.
En octobre 1943, en représailles pour avoir aidé les partisans opérant dans la région, le Jagdkommando de Friedrich Schubert, accompagné par les forces d'occupation allemandes, soumet le village à une punition collective. Une trentaine de civils sont exécutés et une vingtaine d'autres sont emprisonnés. Les maisons sont pillées puis brûlées et les habitants restants sont expulsés.
En mémoire de ces événements, Kallikrátis est déclaré village martyr, le 3 octobre 2018,.

## Divers
La famille de Kóstas Mountákis, l'un des plus célèbres artistes de musique crétoise, est originaire de Kallikrátis. Le 5 septembre 2008, une soirée de musique crétoise, dédiée à sa mémoire, s'est tenue à Kallikrátis. 

## Source de la traduction
- (en) Cet article est partiellement ou en totalité issu de l’article de Wikipédia en anglais intitulé « Kallikratis » (voir la liste des auteurs).